# ریکاردو کاروسو لومباردی
ریکاردو کاروسو لومباردی (انگلیسی: Ricardo Caruso Lombardi؛ زادهٔ ۱۰ فوریهٔ ۱۹۶۲) بازیکن فوتبال اهل آرژانتین است.
از باشگاه‌هایی که در آن بازی کرده‌است می‌توان به باشگاه فوتبال آرسنال ساراندی و باشگاه فوتبال آرژانتینوس جونیورز اشاره کرد.